# زوپ آبجکت دیتابیس
زوپ آبجکت دیتابیس (به انگلیسی: Zope Object Database) یک پایگاه داده‌های شیءگرا برای ذخیره‌سازی شفاف (به انگلیسی: transparently) و مانای (به انگلیسی: persistently) اشیاء پایتون است. این پایگاه داده‌ها شامل سرور کاربردی زوپ نیز می‌شود ولی می‌تواند به‌صورت مستقل از زوپ نیز به‌کارگرفته شود.